# Probainognathus jenseni
Probainognathus jenseni és una espècie extinta de sinàpsid cinodont de la família dels probainognàtids que visqué en allò que avui en dia és Sud-amèrica durant el Triàsic mitjà, fa entre 237 i 242 milions d'anys. Se n'han trobat restes fòssils a la formació del Chañares, a la província argentina de La Rioja. Es tracta de l'única espècie del gènere Probainognathus. >Era un animal carnívor si fa no fa igual de gros que un gos diminut. Els primers indicis de la transició de l'articulació mandibular pròpia dels sinàpsids primitius a l'articulació mandibular típica dels mamífers es poden apreciar en P. jenseni, en el qual el suprangular toca amb l'escatós a la fossa mandibular, que funciona com a pivot per als ossos de la mandíbula. L'articular integra una barra estreta juntament amb l'angular, el prearticular i el suprangular. A la pràctica, P. jenseni no presentava un sol tipus d'articulació mandibular situat a mig camí entre la condició primitiva i la moderna, sinó que tenia una articulació mandibular primitiva i una altra de moderna que no es destorbaven mútuament. El nom genèric Probainognathus significa ‘mandíbula avançada’, mentre que el nom específic jenseni li fou assignat en honor del paleontòleg estatunidenc James Alvin Jensen.